# Clement Kemboi
Clement Kemboi Kimutai, né le 10 février 1992 et mort le 7 octobre 2024, est un athlète kenyan, spécialiste du 3 000 m steeple.

## Biographie
En septembre 2015, il remporte le titre lors des Jeux africains de Brazzaville.
Son meilleur temps est de 8 min 12 s 68 obtenu au Stade de France le 4 juillet 2015.

### Palmarès
| Date | Compétition    | Lieu        | Résultat | Épreuve        | Performance   |
| ---- | -------------- | ----------- | -------- | -------------- | ------------- |
| 2015 | Jeux africains | Brazzaville | 1er      | 3000 m steeple | 8 min 20 s 31 |

### Records
| Épreuve        | Performance   | Lieu | Date       |
| -------------- | ------------- | ---- | ---------- |
| 3000 m steeple | 8 min 10 s 65 | Doha | 6 mai 2016 |